# Алис Купер
Алис Купер (енгл. Alice Cooper; Детроит, 4. фебруар 1948), рођено име Винсент Дејмон Фурније (енгл. Vincent Damon Furnier), је амерички музичар. Често га називају и „Оцем метала”, „Оснивачем шок рока“, „Богом глама“ или „Богом метала”. Првобитно, Алис Купер је био назив његове музичке групе. Своје име је званично променио у Алис Купер због успешне соло каријере.

## Почетак каријере
Фурније, под утицајем британских бендова као што су Битлси, Ролингстонси, Ху, Кинкс и посебно Јардбирдс, је основао велик број рок бендова током шездесетих, укључујући Ирвинг, Спајдерс и Нац. Фурније, након сазнања да Тод Рандгрен такође има бенд по имену Нац, мења име свог бенда у Алис Купер. Класична постава Алис Купера се састојала од гитариста Мајкла Бруса и Глена Бакстона, басисте Дениса Данавеја и бубњара Нила Смита. Након преласка у Калифорнију 1968, бенд је именовао Шепа Гордона за свог менаџера, а група је ускоро потписала за компанију Френка Запе, Стрејт Рекордс - издајући два одлична, али чудна албума Pretties For You и Easy Action, незаинтересованој публици и критичарском пријему. Ворнер Брадерс је онда откупио Стрејт Рекордс од Запе и Алис Купер је више уздигнут уз овог великог издавача.
Иако је група уврстила театралне наступе на сцени још од самог почетка, случај који је штампа објавила о несрећној и неувежбаној сцени која је укључивала Купера и живо пиле је довела до тога да бенд промени тактику - искоришћавање таблоидског сензационализма и стварања новог под-жанра, шок-рока. Купер тврди да је случај са пилетом био несрећа. Рекао је да је мислио “да пилићи имају крила, зато могу да лете”, тако да је на сцени бацио пиле у публику са намером да пиле одлети. Али пошто пилићи не могу да лете, њега је публика раскидала на комаде. Запа је га убрзо након тога назвао да пита да ли је истинита гласина да је откинуо главу живом пилету и да је попио крв. Купер је порекао гласину, након чега му је Запа гекао: “Па шта год да си урадио, немој рећи никоме да ниси то урадио.”  Купер је изјавио да није знао да пилићи не могу да лете јер никад у животу није био на фарми.

## Дискографија
- Pretties for You (1969)
- Easy Action (1970)
- Love It to Death (1971)
- Killer (1971)
- School's Out (1972)
- Billion Dollar Babies (1973)
- Muscle of Love (1973)
- Welcome to My Nightmare (1975)
- Alice Cooper Goes to Hell (1976)
- Lace and Whiskey (1977)
- From the Inside (1978)
- Flush the Fashion (1980)
- Special Forces (1981)
- Zipper Catches Skin (1982)
- DaDa (1983)
- Constrictor (1986)
- Raise Your Fist and Yell (1987)
- Trash (1989)
- Hey Stoopid (1991)
- The Last Temptation (1994)
- Brutal Planet (2000)
- Dragontown (2001)
- The Eyes of Alice Cooper (2003)
- Dirty Diamonds (2005)
- Along Came a Spider (2008)
- Welcome 2 My Nightmare (2011)
- Paranormal (2017)
- Detroit Stories (2021)
- Road (2023)

## Признања

### Награде и номинације
| Година | Кандидат / Рад                           | Асоцијација награде                              | Асоцијација награде                              | Резултат   | Референце           |
| Година | Кандидат / Рад                           | Церемонија награде / Медији                      | Категорија                                       | Резултат   | Референце           |
| ------ | ---------------------------------------- | ------------------------------------------------ | ------------------------------------------------ | ---------- | ------------------- |
| 1972   | Алис Купер (бенд)                        | Браво магазин                                    | Међународни бенд године                          | Освојено   | [ 3 ]               |
| 1973   | (album)                                  | Греми награде                                    | Најбољи пакет снимака                            | Номинација | [ а ] [ 4 ]         |
| 1973   | Алис Купер (бенд)                        | НМЕ награде                                      | Сведски сценски бенд                             | Освојено   | [ 5 ]               |
| 1974   | (албум)                                  | Греми награде                                    | Најбољи пакет снимака                            | Номинација | [ б ] [ 6 ]         |
| 1974   | Алис Купер (бенд)                        | NME Awards                                       | Сведски сценски бенд                             | Освојено   | [ 7 ]               |
| 1984   | Alice Cooper: The Nightmare (видео)      | Грами Награде                                    | Најбољи видео албум                              | Номинација | [ 8 ]               |
| 1994   | Алис Купер                               | Оснивачки форум                                  | Животно остварење                                | Освојено   | [ 3 ]               |
| 1996   | Алис Купер                               | Музичке награде Мотор Ситија                     | Животно остварење                                | Освојено   | [ 3 ]               |
| 1997   | "Hands of Death (Burn Baby Burn)" (трак) | Греми награде                                    | Најбоља метал перформанса                        | Номинација | [ 8 ]               |
| 1997   | Алис Купер                               | Ајгор награде                                    | Ајгор награда                                    | Освојено   | [ 9 ]               |
| 2001   | Алис Купер                               | Међународне награде хорор цеха                   | Жива легенда                                     | Освојено   | [ 10 ]              |
| 2006   | Алис Купер                               | Награде класичног рокенрола                      | Жива легенда                                     | Освојено   | [ 11 ]              |
| 2007   | Алис Купер                               | MOJO магазин                                     | Награда хероја                                   | Освојено   | [ 3 ]               |
| 2007   | Алис Купер                               | Награде музичке индустрије уживо                 | Животно остварење                                | Освојено   | [ в ] [ 3 ] [ 12 ]  |
| 2007   | Алис Купер                               | Скрим награде                                    | Скрим рок бесмртни                               | Освојено   | [ 13 ]              |
| 2008   | Алис Купер                               | награде фонда                                    | Награда Стиви Реј Вон                            | Освојено   | [ 14 ]              |
| 2009   | Алис Купер                               | Тексас викенд                                    | Животно остварење                                | Освојено   | [ 3 ] [ 15 ]        |
| 2011   | Алис Купер                               | Награде Револверских златних богова              | Златни бог                                       | Освојено   | [ 16 ]              |
| 2011   | Алис Купер                               | Керанг! Икона                                    | Керанг! Икона                                    | Освојено   | [ 17 ]              |
| 2011   | Алис Купер                               | Ајгор награде                                    | Ајгор награда                                    | Освојено   | [ 18 ] [ 19 ]       |
| 2013   | Алис Купер                               | Н/Д                                              | Награда распродатих Цезара                       | Освојено   | [ 3 ] [ 20 ]        |
| 2014   | Supermensch: The Legend of Shep Gordon   | Награде класичног рокенрола                      | Филм године                                      | Номинација | [ 21 ]              |
| 2015   | Алис Купер                               | Керанг! Награде                                  | Керанг! Легенда                                  | Освојено   | [ 22 ]              |
| 2015   | Алис Купер                               | Керанг! Награде                                  | Најбољи радио шоу                                | Освојено   | [ 22 ]              |
| 2015   |                                          | Награде класичног рокенрола                      | Класични албум                                   | Освојено   | [ 23 ]              |
| 2016   |                                          | Керанг! Награде                                  | Најбољи радио шоу                                | Освојено   | [ 24 ]              |
| 2017   | Алис Купер (бенд)                        | Музик Биз                                        | Награда за изванредна достигнућа                 | Освојено   | [ 3 ] [ 25 ]        |
| 2017   | (сингл)                                  | Холивудске награде за паковање - Прављење винила | Награда најбоље 45-RPM паковање                  | Освојено   | [ 26 ]              |
| 2018   |                                          | Награде Детроитска музичке фондације             | Изузетни снимак водеће националне издавачке куће | Номинација | [ 27 ]              |
| 2018   | „”                                       | Награде Детроитска музичке фондације             | Изванредан национални сингл                      | Номинација | [ 27 ]              |
| 2018   |                                          | Награде Детроитска музичке фондације             | Невероватни видео / главни буџет                 | Номинација | [ 27 ]              |
| 2018   | Алис Купер                               | Рок награде                                      | Најбољи светски соло уметник                     | Освојено   | [ 28 ]              |
| 2019   | Jesus Christ Superstar Live in Concert   | Греми награде                                    | Најбољи музичко театарски албум                  | Номинација | [ 8 ]               |
| 2019   | Алис Купер                               | Рок награде                                      | Најбољи светски соло уметник                     | Номинација | [ 29 ]              |
| 2019   | Уживо из Астротурфа, Алис Купер (филм)   | Филмски фестивал у Фениксу                       | Најбољи документарни кратки филм                 | Освојено   | [ 30 ] [ 31 ]       |
| 2019   | Уживо из Астротурфа, Алис Купер (филм)   | Међународни филмски фестивал у Даласу            | Награда публике за најбољи документарни филм     | Освојено   | [ 30 ] [ 31 ]       |
| 2019   | Уживо из Астротурфа, Алис Купер (филм)   | Међународни филмски фестивал у Хјустону          | Документарни филм краћи од 60 минута             | Освојено   | [ 31 ]              |
| 2019   | Уживо из Астротурфа, Алис Купер (филм)   | Међународни филмски фестивал у Хјустону          | Уређивање                                        | Освојено   | [ 31 ]              |
| 2019   | Уживо из Астротурфа, Алис Купер (филм)   | Североисточни планински филмски фестивал         | Најбољи филм 2019. године                        | Освојено   | [ 30 ] [ 31 ]       |
| 2019   | Уживо из Астротурфа, Алис Купер (филм)   | Мадридски међународни филмски фестивал           | Најбоље уређивање документарног филма            | Номинација | [ 30 ] [ 32 ]       |
| 2019   | Уживо из Астротурфа, Алис Купер (филм)   | Мадридски међународни филмски фестивал           | Најбољи режисер играног документарног филма      | Номинација | [ г ] [ 30 ] [ 32 ] |
| 2019   | Уживо из Астротурфа, Алис Купер (филм)   | Мадридски међународни филмски фестивал           | Најбољи играни документарни филм                 | Номинација | [ 30 ] [ 32 ]       |
| 2019   | (живи албум)                             | Холивудске награде за паковање - Прављење винила | Најбољи продајни дан снимка - Винил              | Освојено   | [ д ] [ 26 ] [ 33 ] |

1. ↑  Wilkes & Braun, Sound Packing Corp., and Robert Otter also received credit.
2. ↑  Pacific Eye & Ear also received credit.
3. ↑  Alice Cooper's manager, Shep Gordon, also received an award.
4. ↑  Steve Gaddis, director, also received credit.
5. ↑  Good Records, a store co-owned by Chris Penn, also received credit.

### Друго
| Година | Наслов                                          | Напомене                                                               | Референце |
| ------ | ----------------------------------------------- | ---------------------------------------------------------------------- | --------- |
| 2002   | Музичка и забавна дворана славних Аризоне       | Члан                                                                   | [ 3 ]     |
| 2003   | Холивудска стаза славних                        | Додељена му је звезда                                                  | [ 34 ]    |
| 2004   | Диплома почасног доктората извођачких уметности | Почаствованик; Гранд кањон универзитет у Фениксу, Аризона              | [ 35 ]    |
| 2005   | Дворана славних мичигенских рокенрол легенди    | Члан                                                                   | [ 36 ]    |
| 2007   | KSHE-95 Дворане славних Реалног рок музеја      | Члан; виртуалан музеј                                                  | [ 37 ]    |
| 2011   | Дворана славних рокенрола                       | Члан са оригиналним Алис Купер бендом                                  | [ 38 ]    |
| 2012   | Почасни музички докторат                        | Почасни и главни говорник; Музички институ у Лос Анђелесу, Калифорнија | [ 39 ]    |
| 2012   | Награда наслеђа Аризоне                         | Почаствованик                                                          | [ 40 ]    |